# 100.000 Dollar für einen Colt
100.000 Dollar für einen Colt (Originaltitel: La muerte cumple condena) ist ein in der Frühphase des Italowestern entstandener spanisch-italienischer Film, den José Romero Marchent 1965 inszenierte. Er hatte am 26. August 1966 seine deutschsprachige Erstaufführung und wurde auch unter dem Titel Das letzte Wort hat der Colt gezeigt.

## Handlung
Frank Nolan und Martin haben bei einem Banküberfall reiche Beute gemacht; Frank wurde dabei verletzt und wird von Nolan, der das Geld mitnimmt, hilflos zurückgelassen. Frank kann ihm noch in den Rücken schießen.
Viele Jahre später: Martin herrscht über ein ansehnliches Stück Land und sitzt im Rollstuhl. Mit zahlreichen Männern erpresst er Schutzgelder und Mieten von den umliegenden Farmern und lässt jede Form von Widerstand brutal niederschießen. Nur Sarah, eine junge Witwe, bleibt standhaft. Ihr steht eines Tages ein Fremder, der sich Lassiter nennt, bei, da er Sarahs Bruder kennengelernt hat. Lassiter erschrickt Martin mit seiner Kenntnis um dessen ehemaligen Kumpel Frank, der noch lebe und auf Rache sinne. Gegen eine Belohnung würde er ihn aber ruhigstellen.
Martin schickt seinen Sohn und seinen besten Mann, um Frank zu stellen, was aber fehlschlägt. Lassiter hat noch einen Brief in der Hinterhand, der den Aufenthaltsort von Frank enthält. Martin lässt sich nun auf den Handel ein. In dem nun folgenden Katz-und-Maus-Spiel behält nur Lassiter die Übersicht. Er arrangiert es so, dass die beiden ehemaligen Freunde sich gegenseitig ausschalten und er selbst die Beute einstreichen kann.

## Kritik
Für die damalige Zeit ungewöhnlich, erhielt der Film sogar bei der deutschen Kritik etwas Lob: „Streckenweise geschickt inszenierter, turbulenter Eurowestern mit einem Schuß Selbstironie.“, schreibt das Lexikon des internationalen Films. Auch Ulrich P. Bruckner hält den Film für „teilweise spannend inszeniert“.

## Bemerkungen
Der italienische Titel Centomila Dollari per Lassiter wird oft als Originaltitel geführt.
Außenaufnahmen entstanden u. a. am Cabo de Gata in der Region Almería.